# Reduto de Santa Teresa (Angra do Heroísmo)
O Reduto de Santa Teresa localiza-se na península do Monte Brasil, na freguesia da Sé, na cidade e concelho de Angra do Heroísmo, na costa sul da ilha Terceira, nos Açores.
Integra o conjunto defensivo da Fortaleza de São João Baptista da Ilha Terceira.

## História
No contexto da instalação da Capitania Geral dos Açores, o seu estado foi assim reportado em 1767: "24.° — Segue-se o reducto de Santa Thereza o qual tem três canhoneiras e duas peças de ferro esfuguenadas, precisa mais uma com o seu reparo."
Em nossos dias encontra-se em ruínas.